# Авалон (Нью-Джерсі)
Авалон (англ. Avalon) — місто (англ. borough) в США, в окрузі Кейп-Мей штату Нью-Джерсі. Населення — 1243 особи (2020).

## Географія
Авалон розташований за координатами 39°5′26″ пн. ш. 74°44′9″ зх. д. / 39.09056° пн. ш. 74.73583° зх. д. (39.090532, -74.735837).  За даними Бюро перепису населення США в 2010 році місто мало площу 12,76 км², з яких 10,75 км² — суходіл та 2,01 км² — водойми.

### Клімат
| Клімат : Авалон         | Клімат : Авалон | Клімат : Авалон | Клімат : Авалон | Клімат : Авалон | Клімат : Авалон | Клімат : Авалон | Клімат : Авалон | Клімат : Авалон | Клімат : Авалон | Клімат : Авалон | Клімат : Авалон | Клімат : Авалон | Клімат : Авалон |
| Показник                | Січ.            | Лют.            | Бер.            | Квіт.           | Трав.           | Черв.           | Лип.            | Серп.           | Вер.            | Жовт.           | Лист.           | Груд.           | Рік             |
| Середній максимум, °C   | 5,7             | 6,8             | 10,6            | 15,8            | 20,9            | 25,8            | 28,6            | 27,7            | 24,6            | 18,9            | 13,7            | 8,3             | 17,3            |
| Середня температура, °C | 1,4             | 2,5             | 6,1             | 11,2            | 16,3            | 21,5            | 24,3            | 23,7            | 20,2            | 14,3            | 9,2             | 4,0             | 12,9            |
| Середній мінімум, °C    | −2,8            | −1,8            | 1,6             | 6,6             | 11,7            | 17,1            | 20,2            | 19,6            | 15,8            | 9,7             | 4,6             | −0,3            | 8,6             |
| Норма опадів, мм        | 85              | 73              | 107             | 93              | 90              | 82              | 97              | 107             | 87              | 92              | 85              | 94              | 1091            |
| Вологість повітря, %    | 66.5            | 65.1            | 63.1            | 62.1            | 66.4            | 70.9            | 70.4            | 73.3            | 70.9            | 69.5            | 67.9            | 66.8            | 67.8            |
| ----------------------- | --------------- | --------------- | --------------- | --------------- | --------------- | --------------- | --------------- | --------------- | --------------- | --------------- | --------------- | --------------- | --------------- |
| Джерело: PRISM          |                 |                 |                 |                 |                 |                 |                 |                 |                 |                 |                 |                 |                 |

## Демографія
Згідно з переписом 2010 року, у селищі мешкали 1334 особи в 692 домогосподарствах у складі 416 родин. Було 5434 помешкання
Расовий склад населення:
| - 98,1 % — білих - 0,3 % — корінних американців - 0,3 % — чорних або афроамериканців - 0,2 % — азіатів |

До двох чи більше рас належало 1,0 %. Частка іспаномовних становила 2,2 % від усіх жителів.
За віковим діапазоном населення розподілялося таким чином: 8,9 % — особи молодші 18 років, 50,6 % — особи у віці 18—64 років, 40,5 % — особи у віці 65 років та старші. Медіана віку мешканця становила 61,8 року. На 100 осіб жіночої статі у селищі припадало 89,8 чоловіків;  на 100 жінок у віці від 18 років та старших — 89,5 чоловіків також старших 18 років.
Середній дохід на одне домашнє господарство  становив 125 549 доларів США (медіана — 83 523), а середній дохід на одну сім'ю — 152 692 долари (медіана — 107 750). Медіана доходів становила 75 192 долари для чоловіків та 55 341 долар для жінок. За межею бідності перебувало 4,6 % осіб, у тому числі 10,2 % дітей у віці до 18 років та 2,4 % осіб у віці 65 років та старших.
Цивільне працевлаштоване населення становило 682 особи. Основні галузі зайнятості: освіта, охорона здоров'я та соціальна допомога — 28,6 %, мистецтво, розваги та відпочинок — 15,0 %, науковці, спеціалісти, менеджери — 10,6 %, фінанси, страхування та нерухомість — 10,6 %.